# Großsteingrab Holzen
Das Großsteingrab Holzen ist eine weitgehend zerstörte Grabanlage der jungsteinzeitlichen Trichterbecherkultur nahe dem zur Gemeinde Reinstorf gehörenden Ortsteil Holzen im Landkreis Lüneburg, Niedersachsen. Es wurde von Ernst Sprockhoff in seinem Atlas der Megalithgräber Deutschlands beschrieben, erhielt aber keine Nummer.

## Lage
Die Reste des Grabes befinden sich 500 m nordöstlich der Ortsmitte von Holzen.

## Beschreibung
Das Grab besteht aus einem zerstörten Hünenbett, in dem 1955 die Reste einer ost-westlich orientierten Grabkammer mit einer Länge von 6,5 m und einer Breite von 2 m ausgegraben wurden. Die Wand- und Decksteine waren bereits alle entfernt worden, nur noch das Pflaster der Kammer war erhalten. Eine Untersuchung des Hünenbetts fand nicht statt.